# Sherwood (Oregon)
Sherwood is een plaats (city) in de Amerikaanse staat Oregon, en valt bestuurlijk gezien onder Washington County.

## Demografie
Bij de volkstelling in 2000 werd het aantal inwoners vastgesteld op 11.791. In 2006 is het aantal inwoners door het United States Census Bureau geschat op 17.068, een stijging van 5277 (44,8%).

## Geografie
Volgens het United States Census Bureau beslaat de plaats een oppervlakte van 10,5 km², geheel bestaande uit land. Sherwood ligt op ongeveer 93 m boven zeeniveau.

## Plaatsen in de nabije omgeving
De onderstaande figuur toont nabijgelegen plaatsen in een straal van 12 km rond Sherwood.